# Chorforum Wien
Das ChorForum Wien ist ein gemeinnütziger Verein zur Förderung der Chormusik in Wien und Umgebung. Er wurde im Mai 2001 als neunter regionaler Dachverband im Rahmen des Chorverbandes Österreich gegründet. Zuvor waren die Wiener Chöre in einem gemeinsamen Chorverband Niederösterreich und Wien vertreten.
Das Forum versteht sich als Dachverband für alle Chöre im Bundesland Wien und den Umlandgemeinden, ungeachtet der Art der Chöre (gleichstimmig oder gemischt, Erwachsenen-, Schul- oder Jugendchor), ihrer Rechtspersönlichkeit (Verein oder kein Verein) und ihrer sonstigen Zugehörigkeit (Schul-, Universitäts-, Kirchenchor). Unter den vielen Aktivitäten und der Unterstützung der Mitgliedschöre veranstaltet das Forum alljährlich das Chorfestival Wien.

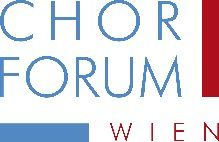
Logo ChorForum Wien

Zum Zeitpunkt der Gründung 2001 hatte das ChorForum Wien 22 Mitgliedschöre, wenige Jahre später 50 und Mitte 2019 bereits 135. Jährlich kommen lt. Zeitschrift Cantate etwa 10 Neubeitritte dazu, was die wachsende Bekanntheit der Verbandsaktivitäten zeigt. Die Gesamtzahl der Chöre in Wien wird auf einige hundert geschätzt, wozu noch etwa 200 reine Kirchenchöre kommen. In den Umlandgemeinden ist die Zahl der Chöre noch dichter.
Das ChorForum Wien verleiht in Gedenken an den österreichischen Komponisten, Chorleiter und Musikpädagogen Leo Lehner die Leo-Lehner-Plakette. Preisträger waren Elisabeth Ziegler für die 50-jährige Chorleitung der Gumpoldskirchner Spatzen, Florian Maierl für seinen Chor Coro siamo und der Radio Wien Chor (2019).
Am 30. April 2022 wurde die scheidende Präsidentin des ChorForum Wien Margret Popper-Appel für ihre langjährige Präsidentschaft des ChorForum Wien mit der Leo Lehner Plakette und vom  Chorverband Österreich mit der Vogelweide-Medaille in Silber geehrt.

## Tätigkeitsbereiche und Services
Neben der Veranstaltung von Konzerten und der Förderung von Kooperationen zwischen den Chören bietet der Wiener Dachverband seinen Mitglieds-Chören verschiedene Dienstleistungen an:
- als Kommunikationsplattform auf verschiedenen Ebenen,
- als Sprachrohr in die Öffentlichkeit, Kontakte zur Stadtverwaltung, den Kirchen und möglichen Veranstaltern,
- als Partner in musikalischen und organisatorischen Belangen,
  - z. B. mit Gesucht - Gefunden (Chor sucht neue(n) Chorleiterin und umgekehrt), Notenvertrieb usw.
  - Tonträger-Sammlung, Gruppenversicherung für die Mitgliedschöre
  - Seminarangebote, Workshops[2][3] und Stimmbildungs-Schulungen
- als Veranstalter des jährlichen Chorfestival Wien  (vormals Woche der Wiener Chöre) im Juni und von Jugend singt im Herbst
- als Ansprechpartner in allen chormusikalischen Anliegen,
- für Ehrungen verdienter Persönlichkeiten

Die Tätigkeit des Wiener ChorForums wird unterstützt vom Kulturamt der Stadt Wien und der BASIS.KULTUR.WIEN.
Zu den über 100 Veranstaltungen der letzten Jahre zählten folgende:
- 2009/10 die Gründung des Landesjugendchores Wien unter Michael Grohotolsky
- das Festkonzert zum 10. Jahrestag (Mai 2011) im Wiener Rathaus[4] mit über 700 Mitwirkenden
- das Adventkonzert im Jubiläumsjahr (mit 4 Chören) im Dezember 2011
- das Eröffnungskonzert der Wiener Chorwoche, Juni 2014[5]
- ab 2018 künstlerische Leitung des Landesjugendchores Wien durch Florian Schwarz
- 30. April 2022 - Generalversammlung des CFW - Wahl von Eliza Marian zur neuen Präsidentin
- ab 2023 künstlerische Leitung des Landesjugendchores Wien durch Daniel Erazo-Muñoz